# Farnstädt
Farnstädt è un comune tedesco di  1 480 abitanti situato nel land della Sassonia-Anhalt.